# Oostnieuwkerke
Oostnieuwkerke és un nucli del municipi de Staden a la província de Flandes Occidental a la regió flamenca de Bèlgica. Era un municipi independent fins a la fusió amb Staden l'1 de gener de 1977. El 2005 tenia 3437 habitants a una superfície de 1080 hectàrees.
Història
El primer esment «Nieukerke» (= nova església) data del 1093. Des del 1383 sovint s'hi va afegir el prèfix «Oost» (= est) per a distingir-lo del Nieuwkerke prop de Belle. El 1093, el bisbe de Tournai dona el delme a l'abadia dels agustins de Zonnebeke. Esdevé una parròquia independent al segle xiii. Durant la Guerra dels Vuitanta Anys l'església és incendiada i el poble abandonat. Després de l'ocupació per Castella, el 1713 integra els Països Baixos austríacs. Durant una batalla entre les tropes franceses i austríaques torna a ser incendiat. El municipi es va crear el 1800, a conseqüència de la reforma administrativa dels ocupants francesos. En un incendi accidental el 1833 encara una part important del patrimoni va desvastar-se. Durant la Primera Guerra Mundial, l'exèrcit alemany que ocupa la zona, prop del front de l'IJzer transforma en hospital de guerra. El 1917 la majoria de les construccions van ser devastades. La majoria de les construccions daten al màxim del segle XX o són recents. L'església neogòtica del 1897 es troba al lloc d'un església anterior del 1687 que va construir-se damunt un petit oratori romànic desaparegut.
Geografia i economia
El poble es troba a la plana fèrtil d'argila sorrosa de Flandes Occidental. És regat pel Mandel i unes petits rierols: el Bombebeek, Vijverbeek i Engelse Beek. Al segle xix s'industrialitza: indústria de lli, fàbrica de cervesa, torrefacció de xicoira (utilitzat com a substitució del cafè), font de molta pol·lució de la xarxa hidràulica que fa que a la segona meitat del segle XX es decideix de cobrir el riu Mandel al seu pas pel poble. La majoria de les fàbriques van desaparèixer amb la crisi del tèxtil des dels anys 1960-70. Avui, l'activitat econòmica principal roman l'agricultura, amb un augment constant de la cultura de llegums en hivernacles.
Galeria

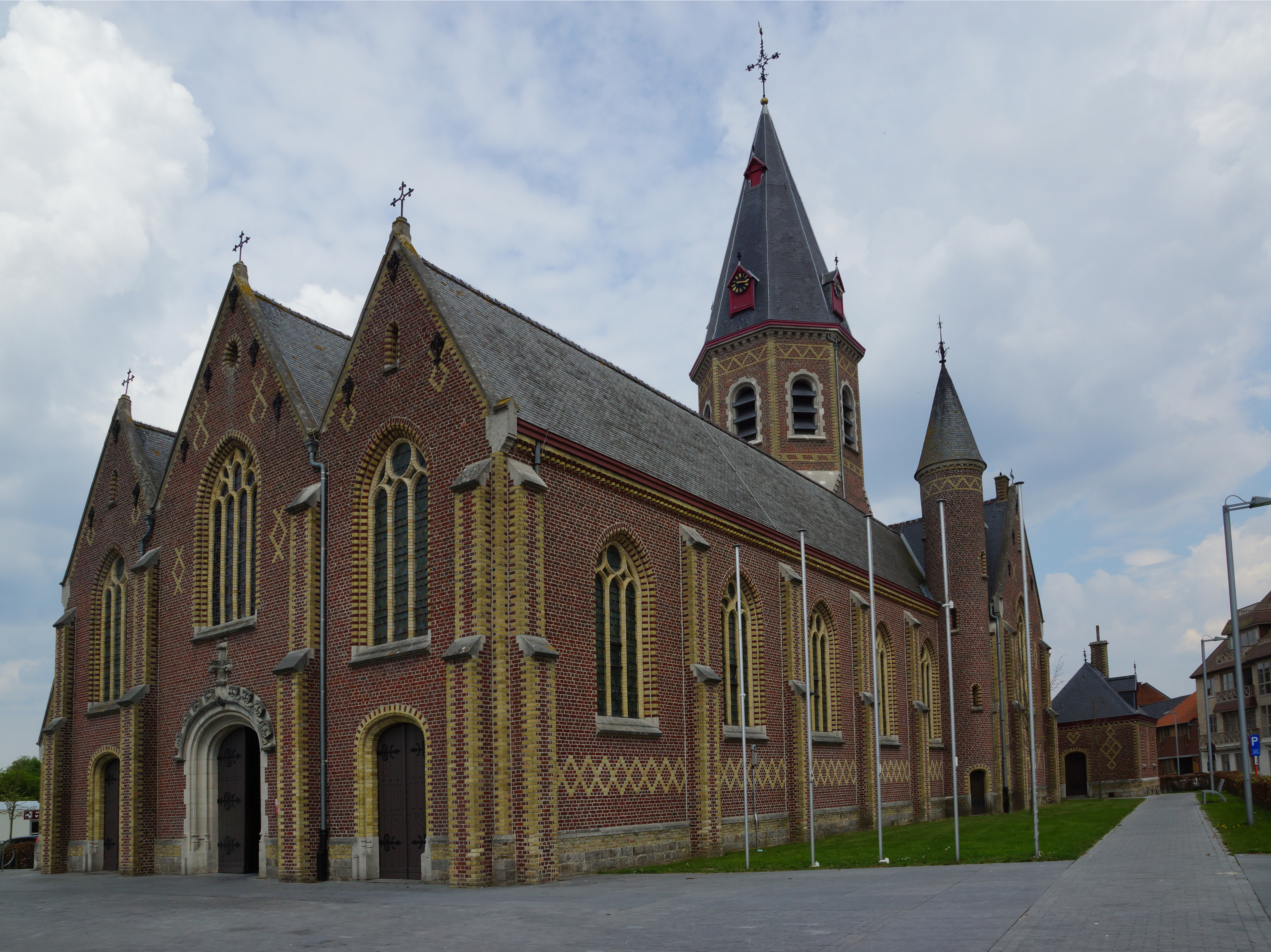
L'església de la Mare de Déus
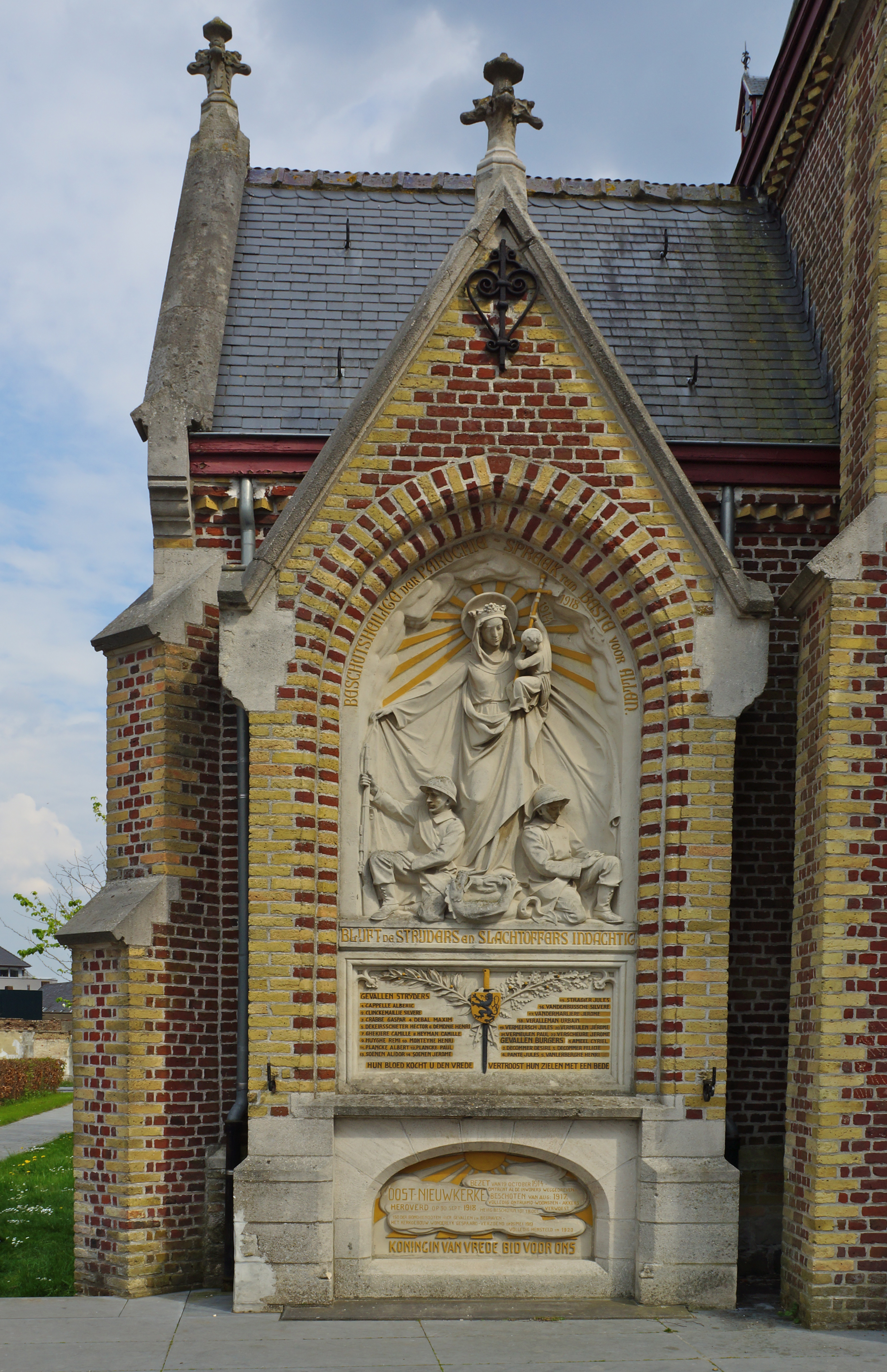
Monument a les víctimes de la primera guerra mundial
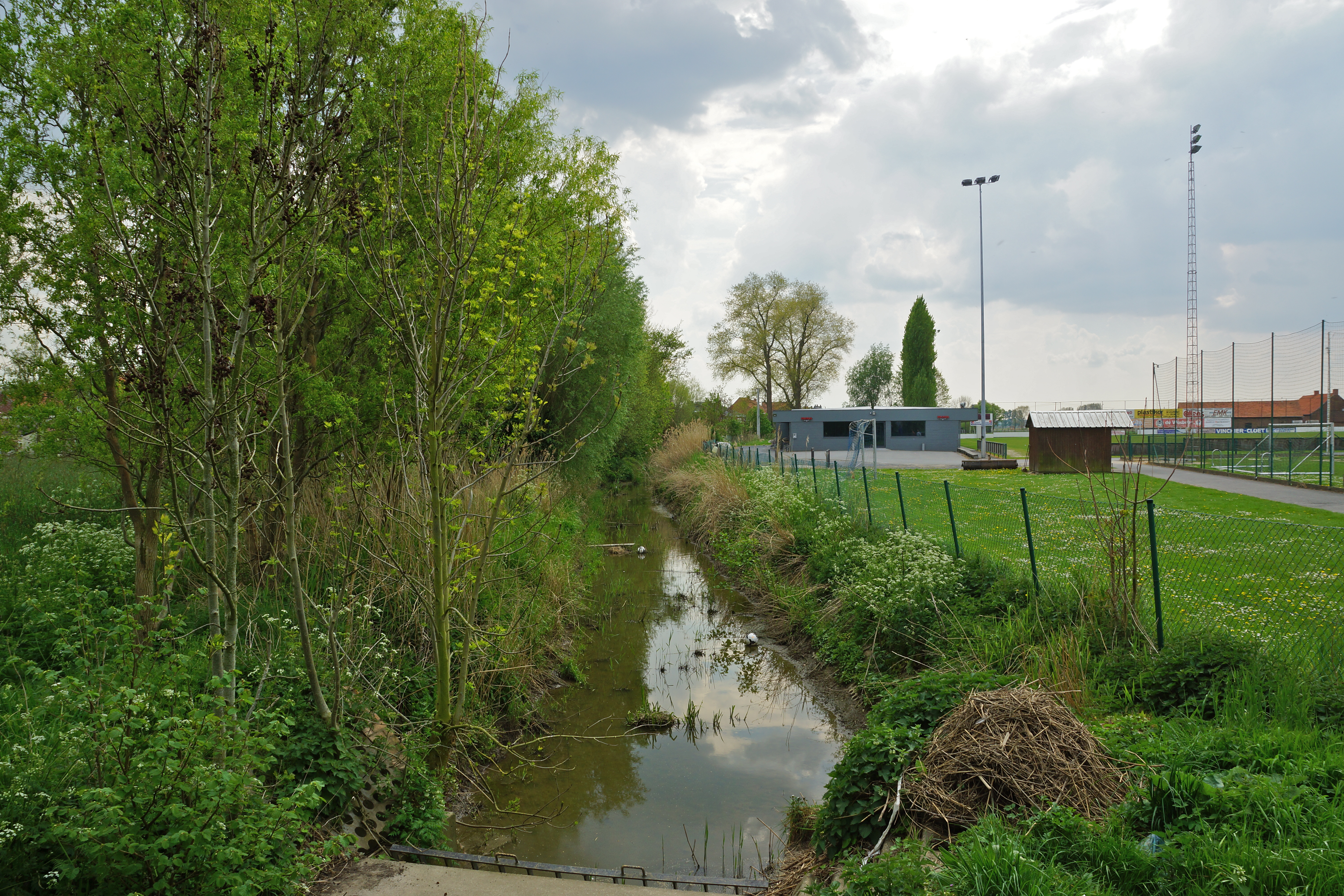
El Mandel en direcció amunt, tot just abans de desaparèixer sota la capsa de formigó
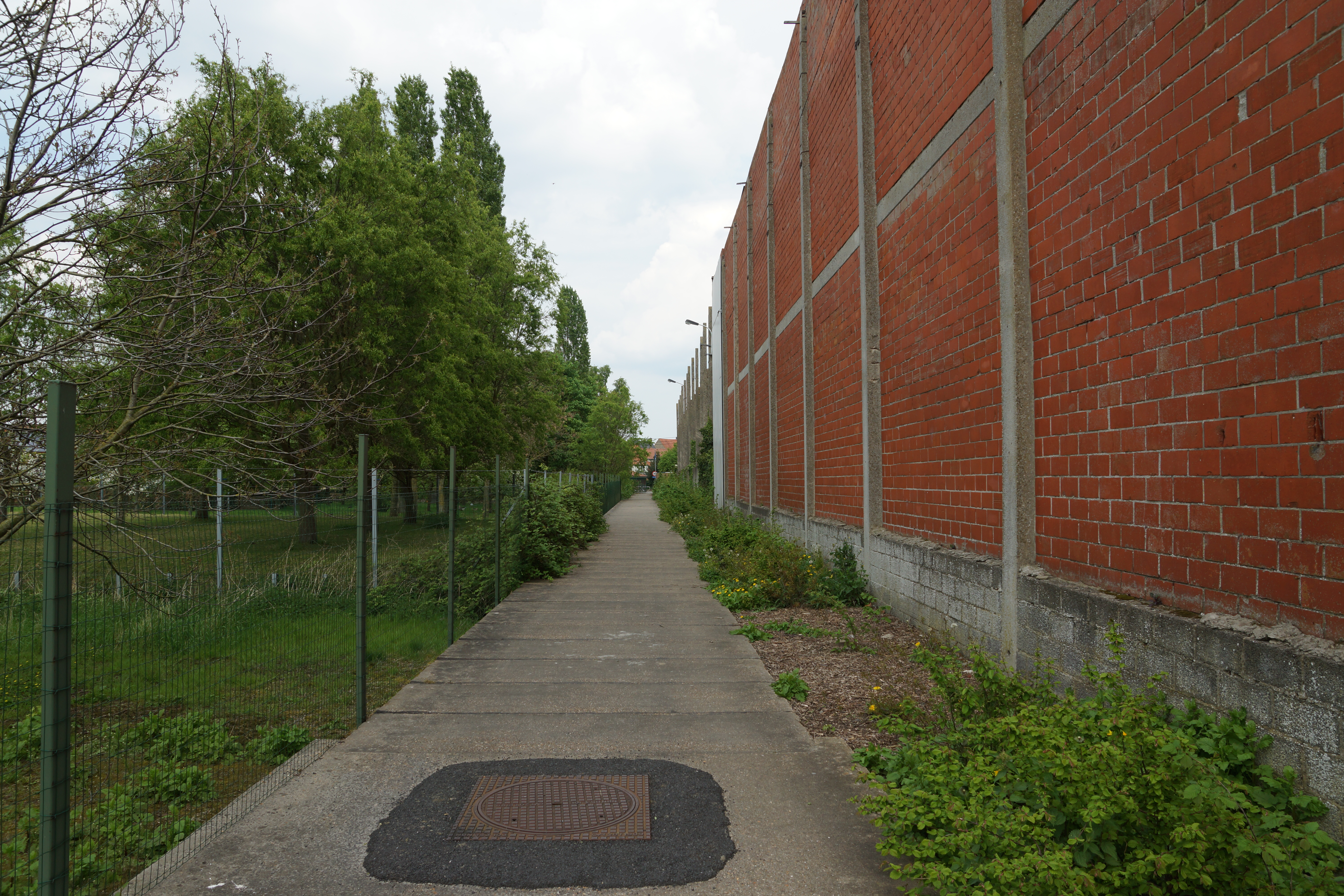
El Mandel cobert

Fills predilectes d'Oostnieuwkerke
- Maurice Blomme (1916-1980), ciclista
- Louis Vanden Berghe (1923-1993), arqueòleg, historiador de l'art

Vegeu també
- Nukerke